# 十里洞駅
十里洞駅（シムリドンえき）は朝鮮民主主義人民共和国慈江道満浦市に位置する朝鮮民主主義人民共和国鉄道省北部内陸線の駅である。